# Horaga affinis
Horaga affinis är en fjärilsart som beskrevs av Druce 1895. Horaga affinis ingår i släktet Horaga och familjen juvelvingar. Inga underarter finns listade i Catalogue of Life.